# Auragne
Auragne ist eine französische Gemeinde mit 466 Einwohnern (Stand: 1. Januar 2022) im Département Haute-Garonne in der Region Okzitanien (vor 2016: Midi-Pyrénées). Sie gehört zum Arrondissement Muret und zum Kanton Escalquens. Die Einwohner heißen Auragnais und Auragnaises.

## Geographie
Auragne liegt etwa 24 Kilometer südsüdöstlich von Toulouse in der Landschaft Lauragais am Flüsschen Tédèlou. Umgeben wird Auragne von den Nachbargemeinden Issus und Noueilles im Norden, Saint-Léon im Osten, Mauvaisin im Südosten und Süden, Auterive im Süden und Westen sowie Labruyère-Dorsa im Westen und Nordwesten.

## Bevölkerungsentwicklung
| Jahr                       | 1962 | 1968 | 1975 | 1982 | 1990 | 1999 | 2006 | 2013 | 2020 |
| Einwohner                  | 300  | 305  | 213  | 270  | 299  | 310  | 381  | 421  | 418  |
| Quellen: Cassini und INSEE |      |      |      |      |      |      |      |      |      |

## Sehenswürdigkeiten

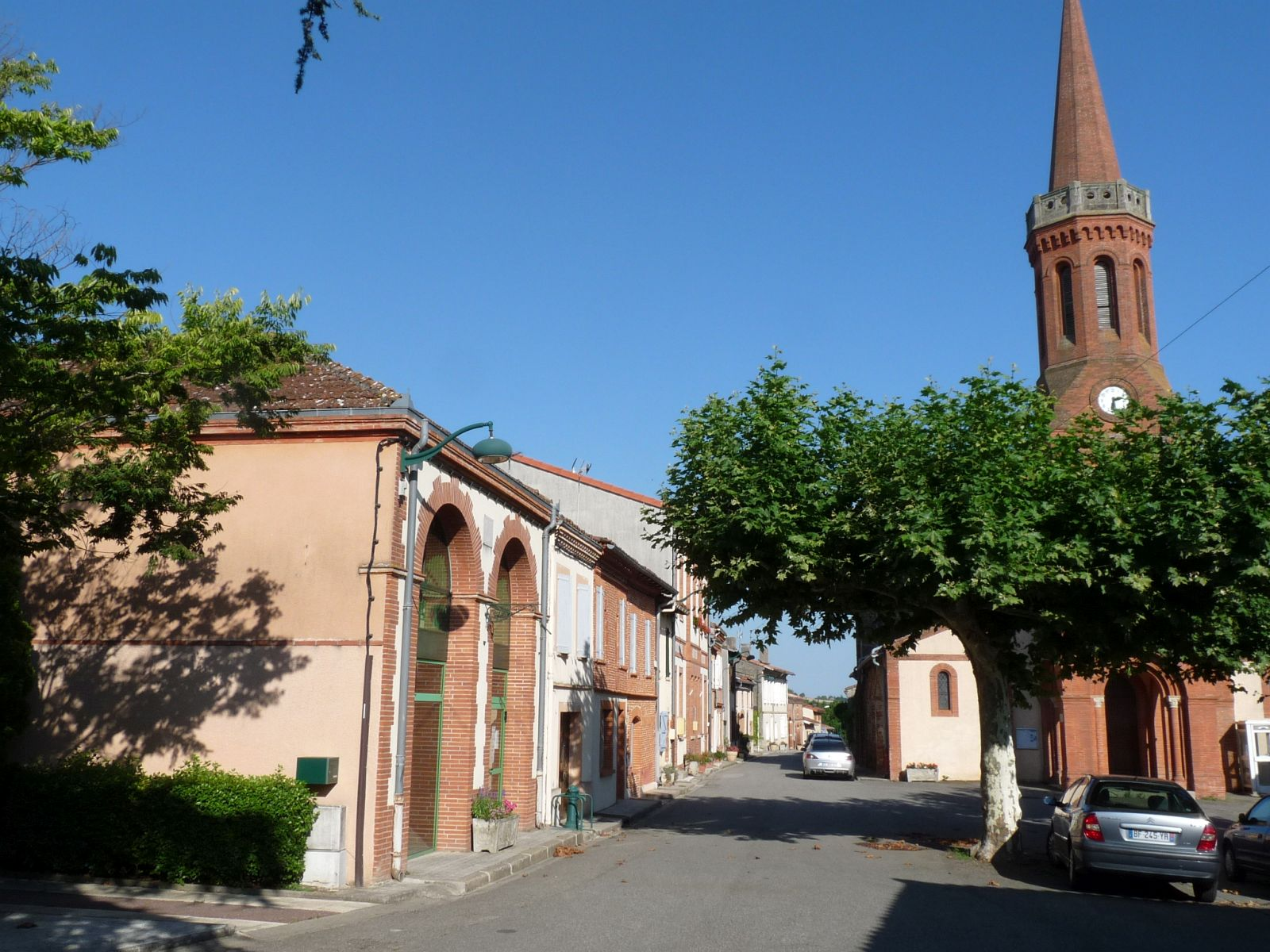
Kirche Saint-Martin
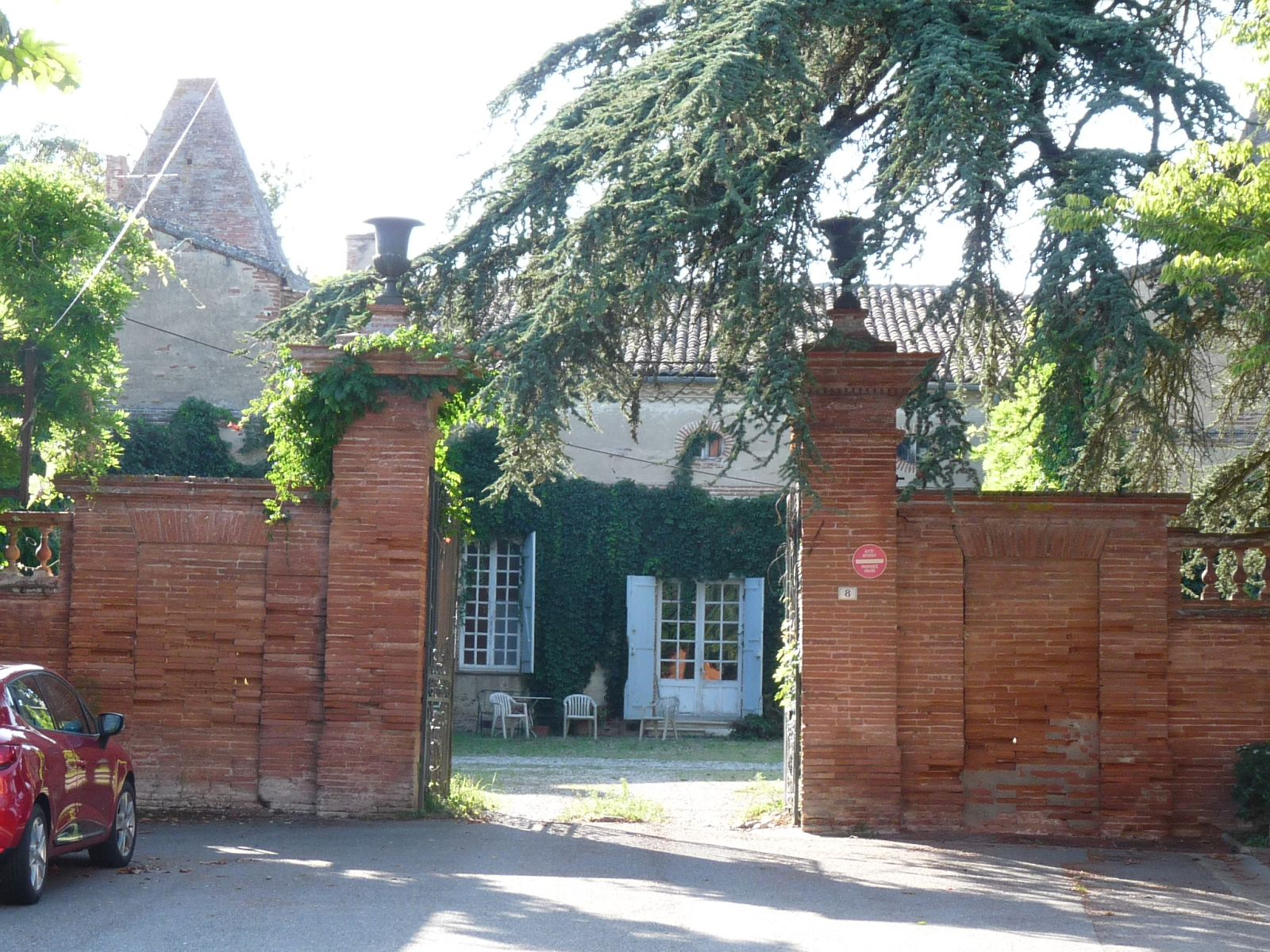
Schloss Auragne

- Kirche Saint-Martin
- Schloss Auragne